# لويس بيريز كومبانك
لويس بيريز كومبانك (بالإسبانية: Luís Pérez Companc) مواليد 2 يناير 1972، هو سائق راليات أرجنتيني بدأ مسيرته في سنة 2001. كان أول رالي له هو رالي الأرجنتين 2001. تسابق في بطولة العالم للراليات.

## فرق مثلها
- فريق فورد للراليات

## روابط خارجية
- لويس بيريز كومبانك على موقع Rallye-info.com (الإنجليزية)
- لويس بيريز كومبانك على موقع eWRC-results.com (الإنجليزية)